# 氷壁の女
『氷壁の女』（ひょうへきのおんな、原題：Five Days One Summer）は、1982年制作のアメリカ合衆国のドラマ映画。フレッド・ジンネマン最後の監督作品。ショーン・コネリー主演。

## あらすじ
1932年、スイス・アルプスの山間の小さな町に初老の男性と、彼とはちょっと不釣合いな若い女性がやってきた。ダグラスというイギリス人男性と、その姪のケイトだ。
実は彼女は、子供の頃からダグラスに憧れており、ダグラスもまた妻サラとの関係がうまくいっておらず、まさに“不倫旅行”だったのだ。
2人は現地ガイドのヨハンと共に登山することになったのだが、そこでちょっとした事件が起きる。そしてこの事が、ダグラスとケイトの関係に変化をもたらしていく。

## キャスト
- ダグラス・メレディス：ショーン・コネリー（吹替：森川公也）
- ケイト：ベッツィ・ブラントリー
- ヨハン・ビアリ：ランベール・ウィルソン
- サラ・メレディス：ジェニファー・ヒラリー
- ケイトの母：イザベル・ディーン
- ブレンデル：ジェラルド・バー
- ジェニファー・ピアース：アンナ・マッセイ
- ジリアン・ピアース：シーラ・リード